# Völkersbach (Jagst)
Der Völkersbach ist ein weniger als zwei Kilometer langer Bach im Stadtgebiet von Langenburg und an dessen Rand zum Stadtgebiet vom Gerabronn, beide im Landkreis Schwäbisch Hall im nordöstlichen Baden-Württemberg, der nach erst östlichem, dann nördlichem Lauf beim Wohnplatz Kleinhürden von Langenburg von links in die mittlere Jagst mündet. Der stärker eingetiefte Teil seiner Talmulde auf der Hochebene und vor allem sein steiler, schluchtartiger Hangeinschnitt am Jagsttalhang heißen Völkersklinge.

## Geographie

### Verlauf
Der Völkersbach entsteht auf etwa 455 m ü. NHN an der L 1042 zwischen Ilshofen-Söllbot und Langenburg-Nesselbach zwischen einigen landwirtschaftlichen Gebäuden. Er fließt zunächst fast gerade nach Osten, anfangs in eher flacher Talmulde zwischen Äckern und begleitet von einer noch nicht sehr hohen und etwas lückenhaften Galerie von Schwarzerlen und auch Grauerlen. Mehr und mehr tieft sich die Mulde ein und wird zur Völkersklinge. Einem Feldweg entlang läuft von Nordwesten her ein kurzes Nebengewässer zu, danach tritt der Völkersbach nach etwa 700 Metern an dessen Spitze in den Vorsprung eines Waldes ein, in dem er bald zur regionstypischen Klinge wird. Felsen am steilen Hang begleitet anfangs seinen Lauf und auf den nächsten etwa 200 Metern schwenken Tal und Bach auf künftig nördliche Richtung.
Unter steilen, bewaldeten Hängen schlängelt sich der Lauf des Bachs leicht, seine Sohle ist felsig und mit Blöcken übersät und oft von Schotter überdeckt. Der Durchfluss kann, wie schon zuvor in der offenen Flur, zeitweilig ganz versiegen. Nach weniger als einem halben Kilometer in der Klinge wechselt der Bach in die Wiesenflur des flacheren linken unteren Jagsttalhangs, bleibt aber auf seinem nun kleine Richtungswechsel zeigenden Weg von einer dichten Baumgalerie begleitet bis fast zum ersten Anwesen des Wohnplatzes Kleinhürden. Dicht an den wenigen Häusern des kleinen Ortes am linken Ufer vorbei läuft er nun in meist unbeschatteten Schotterbett seine letzten knapp 200 Meter bis zum Fluss, der auf etwa 298 m ü. NHN steht. Dann mündet er nach 1,7 km langem Lauf mit mittlerem Sohlgefälle von etwa 93 ‰ rund 157 Höhenmeter unterhalb seines Ursprungs von links in die mittlere Jagst, wenige Schritt vor der Kleinhürden mit Großhürden am gegenüberliegenden Hangfuß verbindenden Flussbrücke.
Eine ältere Karte zeigt, dass der Völkersbach früher auf der Hochebene vor seinem Waldeintritt in eher unregelmäßigem Lauf durch eine Wiesenflur floss, offenbar wurde er dort also bei der Flurbereinigung, die die heutigen großen Ackerstücke schuf, fast völlig begradigt.

### Einzugsgebiet
Der Völkersbach hat ein etwa 0,8 km² großes Einzugsgebiet. Es liegt mit seinen hohen Anteilen über dem Jagsttal und vor dem nordwärts laufenden Klingenabschnitt in den Östlichen Kocher-Jagst-Riedeln der Östlichen Kocher-Jagst-Ebene, mit den tieferen im Mittleren Jagsttal des Jagsttals, die alle Teil-Naturräume der Kocher-Jagst-Ebenen sind. Der höchste Punkt wenig westwärts des Ursprungs und der L 1042 im Gewann Steinacher Weg erreicht etwa 463 m ü. NHN. Auf dem größeren Teil auf der Hochebene liegen fast nur Felder, in der nordwärts laufenden Klinge durchläuft der Bach den Hangwald des linken Jagsttalrandes, im offenen Teil des Flusstales liegen dann Wiesen.
Der überwiegende Anteil des Gebietes liegt im Stadtgebiet von Langenburg, der kleine Teil rechtsseits des nordwärts ziehenden Laufs gehört zur Stadt Gerabronn, ein noch etwas kleinerer am Südrand zur Obersteinacher Stadtteilexklave von Ilshofen. Besiedelt ist davon nur der Langenburger Anteil mit den Landwirtschaftsgebäuden am Ursprung und dem Wohnplatz Kleinhürden an der Mündung.

### Zuflüsse
- (Zufluss aus dem Hornfeld), von links und Nordwesten auf knapp 430 m ü. NHN am Waldbeginn, ca. 0,3 km[LUBW 6] und unter 0,1 km².[LUBW 6] Entspringt einer Quelle an einem Feldweg gegenüber einem Schuppen auf etwa 445 m ü. NHN und folgt dann dem Weg.

## Geologie
Die Hochebene vor dem Waldeintritt des Baches ist von Lettenkeuper (Erfurt-Formation) bedeckt. An diesem beginnt er sich in den Oberen Muschelkalk einzuschneiden und bleibt in diesem fast bis zum unteren Waldrand. Danach durchläuft er auf nur kurzem Laufstück den Mittleren Muschelkalk.
Die beiden Wasserläufe auf der Hochebene sind jeweils von einem holozänen Schwemmlandband umgeben. Auf den steilen Hängen von Klinge und Jagsttalflanke liegt quartärer Hangschutt. Am untersten Hang liegt in südlichem Bogen um den Mündungsort der Rest eine pleistozänen Talterrasse der Jagst, welche beide der Bach wieder in einem Schwemmlandband durchquert. Er mündet zuletzt in den Auenlehmen um die Jagst.
Eine Doline rechts über der Klinge zeigt die Verkarstung des Muschelkalks an.

## Natur und Schutzgebiete
Ab seinem Waldeintritt fließt der Bach im Landschaftsschutzgebiet Mittleres Jagsttal mit Nebentälern und angrenzenden Gebieten.

### LUBW
Amtliche Online-Gewässerkarte mit passendem Ausschnitt und den hier benutzten Layern: Lauf und Einzugsgebiet des Völkersbachs

Allgemeiner Einstieg ohne Voreinstellungen und Layer: Daten- und Kartendienst der Landesanstalt für Umwelt Baden-Württemberg (LUBW) (Hinweise)
1. 1 2 3  Höhe nach dem Höhenlinienbild auf dem Hintergrundlayer Topographische Karte.
2. ↑  Länge nach dem Layer Gewässernetz (AWGN).
3. ↑  Einzugsgebiet abgemessen auf dem Hintergrundlayer Topographische Karte.
4. ↑  Natur teilweise nach dem Layer Geschützte Biotope.
5. ↑  Alter Verlauf auf der Hochebene nach:
  - Meßtischblatt 6725 Gerabronn von 1938 in der Deutschen Fotothek
6. 1 2  Länge abgemessen auf dem Hintergrundlayer Topographische Karte.
7. ↑  Schutzgebiet nach dem einschlägigen Layer.

### Andere Belege
1. ↑  Wolf-Dieter Sick: Geographische Landesaufnahme: Die naturräumlichen Einheiten auf Blatt 162 Rothenburg o. d. Tauber. Bundesanstalt für Landeskunde, Bad Godesberg 1962. → Online-Karte (PDF; 4,7 MB)
2. ↑  Geologie nach den Layern zu Geologische Karte 1:50.000 auf: Mapserver des Landesamtes für Geologie, Rohstoffe und Bergbau (LGRB) (Hinweise)